# Consorti dei sovrani della Toscana
Il Granducato di Toscana fu fondato nel 1569. Succedeva al Ducato di Firenze. Il granducato fu inizialmente governato dalla Casata de' Medici, fino alla loro estinzione nel 1737. Il granducato passò al Casato di Lorena, ed in seguito ad un suo ramo cadetto, gli Asburgo-Lorena di Toscana. La Casata d'Asburgo-Lorena governò la Toscana dal 1765-1801 e nuovamente dal 1814-1859.

## Marchese di Toscana
Bonifaci (812–931) 
| Ritratto | Nome (nascita–morte)                    | Data del matrimonio | Regno                 | Regno                                  | Padre (Dinastia)                           | Consorte     |
| Ritratto | Nome (nascita–morte)                    | Data del matrimonio | Inizio                | Fine                                   | Padre (Dinastia)                           | Consorte     |
| -------- | --------------------------------------- | ------------------- | --------------------- | -------------------------------------- | ------------------------------------------ | ------------ |
|          | Anonsuara (? – ?)                       | ?                   | 847 ascesa del marito | ?                                      | ?                                          | Adalberto I  |
|          | Rotilde di Spoleto (? – ?)              | 863                 | 863                   | 886 morte del marito                   | Guido I di Spoleto (Guideschi)             | Adalberto I  |
|          | Berta di Lotaringia (863 – 8 marzo 925) | 895 / 898           | 895 / 898             | 10 / 15 settembre 915 morte del marito | Lotario II di Lotaringia (Carolingi)       | Adalberto II |
|          | Marozia di Tuscolo (863 – 932/937)      | 8 marzo 925         | 8 marzo 925           | 929 morte del marito                   | Teofilatto I, Conte di Tuscolo (Tuscolani) | Guido        |

 Bosonidi (931–1001) 
| Ritratto | Nome (nascita–morte)              | Data del matrimonio | Regno                 | Regno                                   | Padre (Dinastia)                       | Consorte |
| Ritratto | Nome (nascita–morte)              | Data del matrimonio | Inizio                | Fine                                    | Padre (Dinastia)                       | Consorte |
| -------- | --------------------------------- | ------------------- | --------------------- | --------------------------------------- | -------------------------------------- | -------- |
|          | Guilla di Borgogna (? – post 936) | 912                 | 931 ascesa del marito | 936 desposizione del marito             | Rodolfo I di Borgogna (Guelfi Antichi) | Bosone   |
|          | Guilla di Spoleto (? – ?)         | intorno al 936      | 936 ascesa del marito | 13 febbraio 962 desposizione del marito | Bonifacio I di Spoleto                 | Uberto   |
|          | Giuditta (? – ?)                  | ?                   | 961 ascesa del marito | 21 dicembre 1001 morte del marito       | ?                                      | Ugo      |

 Non dinastici (1014–1027) 
| Ritratto | Nome (nascita–morte) | Data del matrimonio | Regno                  | Regno                 | Padre (Dinastia) | Consorte |
| Ritratto | Nome (nascita–morte) | Data del matrimonio | Inizio                 | Fine                  | Padre (Dinastia) | Consorte |
| -------- | -------------------- | ------------------- | ---------------------- | --------------------- | ---------------- | -------- |
|          | Valdrada (? – ?)     | ?                   | 1014 ascesa del marito | 1027 morte del marito | Guglielmo        | Ranieri  |

 Canossa (1027–1115) 
| Ritratto | Nome (nascita–morte)                                | Data del matrimonio | Regno                  | Regno                          | Padre (Dinastia)                                     | Consorte     |
| Ritratto | Nome (nascita–morte)                                | Data del matrimonio | Inizio                 | Fine                           | Padre (Dinastia)                                     | Consorte     |
| -------- | --------------------------------------------------- | ------------------- | ---------------------- | ------------------------------ | ---------------------------------------------------- | ------------ |
|          | Richilde di Bergamo (tardo X secolo – dopo il 1034) | prima del 1015      | 1027 ascesa del marito | dopo il 1034                   | Giselberto II, Conte di Bergamo                      | Bonifacio IV |
|          | Beatrice di Bar (1017 – 18 aprile 1076)             | 1037                | 1037                   | 6 maggio 1052 morte del marito | Federico II, Duca dell'Alta Lorena (Casa di Ardenne) | Bonifacio IV |

 Guelfi (1137–1139; 1152–1173) 
| Ritratto                                 | Nome (nascita–morte)                                       | Data del matrimonio | Regno                          | Regno                                | Padre (Dinastia)                                               | Consorte                      |
| Ritratto                                 | Nome (nascita–morte)                                       | Data del matrimonio | Inizio                         | Fine                                 | Padre (Dinastia)                                               | Consorte                      |
| ---------------------------------------- | ---------------------------------------------------------- | ------------------- | ------------------------------ | ------------------------------------ | -------------------------------------------------------------- | ----------------------------- |
|                                          | Gertrude di Supplimburgo (18 aprile 1115 – 18 aprile 1143) | 29 maggio 1127      | 1137 ascesa del marito         | 20 ottobre 1139 morte del marito     | Lotario III, Imperatore del Sacro Romano Impero (Supplimburgo) | Enrico X                      |
|                                          | Uta di Calw (1115/1120 – 1197)                             | dal gennaio 1133    | ottobre 1152 ascesa del marito | 1160 il loro figlio divenne Marchese | Goffredo di Calw, conte palatino del Reno(Conti di Calw)       | Guelfo I di Toscana (I regno) |
| 11 / 12 settembre 1167 ascesa del marito | Uta di Calw (1115/1120 – 1197)                             | dal gennaio 1133    | 1173 il marito perde la Marca  | Guelfo I di Toscana (II regno)       | Goffredo di Calw, conte palatino del Reno(Conti di Calw)       |                               |

 Hohenstaufen (1195–1197) 
| Ritratto | Nome (nascita–morte)                      | Data del matrimonio | Regno          | Regno                                   | Padre (Dinastia)          | Consorte |
| Ritratto | Nome (nascita–morte)                      | Data del matrimonio | Inizio         | Fine                                    | Padre (Dinastia)          | Consorte |
| -------- | ----------------------------------------- | ------------------- | -------------- | --------------------------------------- | ------------------------- | -------- |
|          | Irene Angelo (1177/1181 – 27 agosto 1208) | 25 maggio 1197      | 25 maggio 1197 | 1197 il marito cessa di essere Marchese | Isacco II Angelo (Angeli) | Filippo  |

## Signore di Firenze
Medici (1434–1532) 
| Ritratto | Nome (nascita–morte)                                    | Data del matrimonio | Regno                             | Regno                            | Padre (Dinastia)                                    | Consorte                  |
| Ritratto | Nome (nascita–morte)                                    | Data del matrimonio | Inizio                            | Fine                             | Padre (Dinastia)                                    | Consorte                  |
| -------- | ------------------------------------------------------- | ------------------- | --------------------------------- | -------------------------------- | --------------------------------------------------- | ------------------------- |
|          | Contessina de' Bardi (1390 – ottobre 1473)              | 1416                | 6 ottobre 1434 ascesa del marito  | 1º agosto 1464 morte del marito  | Alessandro de' Bardi (Bardi)                        | Cosimo il Vecchio         |
|          | Lucrezia Tornabuoni (1425 – 25 marzo 1482)              | 3 giugno 1444       | 1º agosto 1464 ascesa del marito  | 2 dicembre 1469 morte del marito | Francesco Tornabuoni (Tornabuoni)                   | Piero il Gottoso          |
|          | Clarice Orsini (1453 – 29 luglio 1487)                  | 7 febbraio 1469     | 2 dicembre 1469 ascesa del marito | 29 luglio 1487                   | Giacomo Orsini (Orsini)                             | Lorenzo il Magnifico      |
|          | Alfonsina Orsini (1472 – 7 febbraio 1520)               | marzo 1488          | 9 aprile 1492 ascesa del marito   | 1494 desposizione del marito     | Roberto Orsini (Orsini)                             | Piero il Fatuo            |
|          | Filiberta di Savoia (1498 – 4 aprile 1524)              | 10 febbraio 1515    | 10 febbraio 1515                  | 17 marzo 1516 morte del marito   | Filippo II, duca di Savoia (Savoia)                 | Giuliano, duca di Nemours |
|          | Maddalena de La Tour d'Auvergne (1498 – 28 aprile 1519) | 5 maggio 1518       | 5 maggio 1518                     | 28 aprile 1519                   | Giovanni III, conte d'Alvernia (La Tour d'Auvergne) | Lorenzo, duca di Urbino   |

## Duchesse di Firenze
Medici (1532–1569) 
| Ritratto | Nome (nascita–morte)                                      | Data del matrimonio | Regno                            | Regno                           | Padre (Dinastia)                                      | Consorte   |
| Ritratto | Nome (nascita–morte)                                      | Data del matrimonio | Inizio                           | Fine                            | Padre (Dinastia)                                      | Consorte   |
| -------- | --------------------------------------------------------- | ------------------- | -------------------------------- | ------------------------------- | ----------------------------------------------------- | ---------- |
|          | Margherita d'Austria (28 dicembre 1522 – 18 gennaio 1586) | 13 giugno 1536      | 13 giugno 1536                   | 6 gennaio 1537 morte del marito | Carlo V, imperatore del Sacro Romano Impero (Asburgo) | Alessandro |
|          | Eleonora di Toledo (1522 – 17 dicembre 1562)              | 29 marzo 1539       | 6 gennaio 1537 ascesa del marito | 17 dicembre 1562                | Pedro Álvarez de Toledo y Zuñiga (Alba)               | Cosimo I   |

## Granduchesse di Toscana
Medici (1569–1737) 
| Ritratto | Nome (nascita–morte)                                                          | Data del matrimonio | Regno                             | Regno                             | Padre (Dinastia)                                                     | Consorte      |
| Ritratto | Nome (nascita–morte)                                                          | Data del matrimonio | Inizio                            | Fine                              | Padre (Dinastia)                                                     | Consorte      |
| -------- | ----------------------------------------------------------------------------- | ------------------- | --------------------------------- | --------------------------------- | -------------------------------------------------------------------- | ------------- |
|          | Giovanna d'Austria (24 gennaio 1547 – 11 aprile 1578)                         | 25 dicembre 1565    | 21 aprile 1574 ascesa del marito  | 11 aprile 1578                    | Ferdinando I, imperatore del Sacro Romano Impero (Asburgo d'Austria) | Francesco I   |
|          | Bianca Cappello (1548 – 20 ottobre 1587) (contestata)                         | 5 giugno 1579       | 5 giugno 1579                     | 19 ottobre 1587 morte del marito  | Bartolomeo Cappello (Cappello)                                       | Francesco I   |
|          | Cristina di Lorena (16 agosto 1565 – 9 dicembre 1637)                         | 3 maggio 1589       | 3 maggio 1589                     | 7 febbraio 1609 morte del marito  | Carlo III, duca di Lorena (Lorena)                                   | Ferdinando I  |
|          | Maria Maddalena d'Austria (7 ottobre 1589 – 1º novembre 1631)                 | 19 ottobre 1608     | 7 febbraio 1609 ascesa del marito | 28 febbraio 1621 morte del marito | Carlo II, arciduca d'Austria (Asburgo d'Austria)                     | Cosimo II     |
|          | Vittoria Della Rovere (7 febbraio 1622 – 5 marzo 1694)                        | 26 settembre 1633   | 26 settembre 1633                 | 23 maggio 1670 morte del marito   | Federico Ubaldo della Rovere, duca d'Urbino (Della Rovere)           | Ferdinando II |
|          | Margherita Luisa d'Orléans (28 luglio 1645 – 17 settembre 1721)               | 20 giugno 1661      | 23 maggio 1670 ascesa del marito  | 17 settembre 1721                 | Gastone, duca d'Orléans (Borbone-Orléans)                            | Cosimo III    |
|          | Anna Maria Francesca di Sassonia-Lauenburg (13 giugno 1672 – 15 ottobre 1741) | 2 settembre 1697    | 31 ottobre 1723 ascesa del marito | 9 luglio 1737 morte del marito    | Giulio Francesco, duca di Sassonia-Lauenburg (Ascanidi)              | Gian Gastone  |

 Lorena (1737–1765) 
| Ritratto | Nome (nascita–morte)                                       | Data del matrimonio | Regno                           | Regno                           | Padre (Dinastia)                                                 | Consorte              |
| Ritratto | Nome (nascita–morte)                                       | Data del matrimonio | Inizio                          | Fine                            | Padre (Dinastia)                                                 | Consorte              |
| -------- | ---------------------------------------------------------- | ------------------- | ------------------------------- | ------------------------------- | ---------------------------------------------------------------- | --------------------- |
|          | Maria Teresa d'Austria (13 maggio 1717 – 29 novembre 1780) | 12 febbraio 1736    | 9 luglio 1737 ascesa del marito | 18 agosto 1765 morte del marito | Carlo VI, imperatore del Sacro Romano Impero (Asburgo d'Austria) | Francesco III Stefano |

 Asburgo-Lorena di Toscana (1765–1801) 
| Ritratto | Nome (nascita–morte)                                                | Data del matrimonio | Regno                            | Regno                                                                                | Padre (Dinastia)                                          | Consorte          |
| Ritratto | Nome (nascita–morte)                                                | Data del matrimonio | Inizio                           | Fine                                                                                 | Padre (Dinastia)                                          | Consorte          |
| -------- | ------------------------------------------------------------------- | ------------------- | -------------------------------- | ------------------------------------------------------------------------------------ | --------------------------------------------------------- | ----------------- |
|          | Maria Luisa di Spagna (24 novembre 1745 – 15 maggio 1792)           | 5 agosto 1765       | 18 agosto 1765 ascesa del marito | 20 febbraio 1790 abdicazione del marito, diventa Imperatrice del Sacro Romano Impero | Carlo III, re di Spagna (Borbone di Spagna)               | Pietro Leopoldo I |
|          | Luisa Maria di Napoli e Sicilia (27 luglio 1773 – 19 dicembre 1802) | 15 agosto 1790      | 15 agosto 1790                   | 21 marzo 1801 deposizione del marito                                                 | Ferdinando IV, re di Napoli e Sicilia (Borbone di Napoli) | Ferdinando III    |

## Regina d'Etruria
Borbone-Parma (1801–1807) 
| Ritratto | Nome (nascita–morte)                                  | Data del matrimonio | Regno                           | Regno                           | Padre (Dinastia)                           | Consorte   |
| Ritratto | Nome (nascita–morte)                                  | Data del matrimonio | Inizio                          | Fine                            | Padre (Dinastia)                           | Consorte   |
| -------- | ----------------------------------------------------- | ------------------- | ------------------------------- | ------------------------------- | ------------------------------------------ | ---------- |
|          | Maria Luisa di Spagna (6 luglio 1782 – 13 marzo 1824) | 25 agosto 1795      | 21 marzo 1801 ascesa del marito | 27 maggio 1803 morte del marito | Carlo IV, re di Spagna (Borbone di Spagna) | Ludovico I |

## Annessione della Toscana alla Francia
Bonaparte (1809–1814) 
| Ritratto | Nome (nascita–morte)                               | Data del matrimonio | Regno                            | Regno                                     | Padre (Dinastia)                | Consorte |
| Ritratto | Nome (nascita–morte)                               | Data del matrimonio | Inizio                           | Fine                                      | Padre (Dinastia)                | Consorte |
| -------- | -------------------------------------------------- | ------------------- | -------------------------------- | ----------------------------------------- | ------------------------------- | -------- |
|          | Felice Baciocchi (18 maggio 1762 – 27 aprile 1841) | 5 maggio 1797       | 3 marzo 1809 ascesa della moglie | 1º febbraio 1814 deposizione della moglie | Francesco Baciocchi (Baciocchi) | Elisa    |

## Granduchesse di Toscana
Asburgo-Lorena di Toscana (1814–1859) 
Gli Asburgo furono restaurati dal Congresso di Vienna nel 1814.
| Ritratto | Nome (nascita–morte)                                                    | Data del matrimonio | Regno                            | Regno                                               | Padre (Dinastia)                                              | Consorte       |
| Ritratto | Nome (nascita–morte)                                                    | Data del matrimonio | Inizio                           | Fine                                                | Padre (Dinastia)                                              | Consorte       |
| -------- | ----------------------------------------------------------------------- | ------------------- | -------------------------------- | --------------------------------------------------- | ------------------------------------------------------------- | -------------- |
|          | Maria Ferdinanda di Sassonia (27 aprile 1796 – 3 gennaio 1865)          | 6 maggio 1821       | 6 maggio 1821                    | 18 giugno 1824 morte del marito                     | Massimiliano, principe ereditario di Sassonia (Wettin)        | Ferdinando III |
|          | Maria Anna Carolina di Sassonia (15 novembre 1799 – 24 marzo 1832)      | 16 novembre 1817    | 18 giugno 1824 ascesa del marito | 24 marzo 1832                                       | Massimiliano, principe ereditario di Sassonia (Wettin)        | Leopoldo II    |
|          | Maria Antonietta delle Due Sicilie (19 dicembre 1814 – 7 novembre 1898) | 7 giugno 1833       | 7 giugno 1833                    | 21 luglio 1859 abdicazione / deposizione del marito | Francesco I, re delle Due Sicilie (Borbone delle Due Sicilie) | Leopoldo II    |